# Automatic Train Operation
"A.T.O." o "ATO" (Automatic Train Operation) és la denominació que reben alguns sistemes en vehicles que circulen sobre rails (Trens convencionals, Metros, Metros lleugers…) que tenen la capacitat de controlar informàticament la tracció i frenada del vehicle.

## Tipologies
Pot ser tant un sistema que estigui acompanyat d'un agent de conducció o bé que s'implementi per operar de forma completament autònoma sense conductor.
- Si s'utilitza el sistema amb intervenció humana, el conductor sol encarregar-se d'obrir i tancar les portes i donar l'ordre d'arrencada al sistema així com supervisar-lo.

(Exemples: Metro de Barcelona línies: L1, L2, L3, L5. FGC Línia: L7, també el tram entre Plaça Catalunya i Gràcia i els trams entre Terrassa Rambla i Terrassa Nacions Unides i entre Sabadell Estació i Sabadell Parc del Nord)
- Si es tracta d'un sistema completament automàtic, els ordinadors del vehicle gestionen la obertura i tancament de portes i no cal cap conductor ni supervisor a bord.

(Exemples: Metro de Barcelona línies: L9, L10, L11. Docklands Light Railway.

Cal recalcar que "ATO" és una forma general d'anomenar aquests tipus de sistemes, però poden variar bastant en característiques i l' "ATO" del Metro de Londres pot ser operativament molt diferent al de FGC, per exemple.